# Astacilla poorei
Astacilla poorei is een pissebed uit de familie Arcturidae. De wetenschappelijke naam van de soort is voor het eerst geldig gepubliceerd in 1997 door Castelló.